# Rhapsody in Blue (rose)
Pour les articles homonymes, voir Rhapsody in Blue (homonymie).
'Rhapsody in Blue' est un cultivar de rosier obtenu avant 1999 par l'obtenteur britannique Frank Cowlishaw et introduit au commerce au Royaume-Uni en l'an 2000 par Warner's Roses. Il est issu d'un semis 'Summer Wine' (Kordes, 1980) x pollen 'International Herald Tribune' x ['Blue Moon' x 'Montezuma' (Swim, 1955)] x ['Violacea' x 'Montezuma'].
Il rend hommage à l'œuvre de George Gershwin, Rhapsody in Blue (1924).

## Description
Cette rose exceptionnelle éclot en corolle dans une couleur prune ou pourpre et évolue vers le mauve foncé, aux nuances ardoise, s'ouvrant sur de grandes étamines dorées. Son parfum épicé est lui aussi très particulier et envoûtant. Ses fleurs à 16 pétales sont moyennes (7 cm de diamètre) et semi-doubles, fleurissant en bouquets à profusion. La floraison est remontante.
Le buisson est érigé, atteignant 200 à 245 cm. Il peut être palissé ou couvrir une pergola. Il convient en isolé et pour les massifs. Son feuillage est vert clair.
Sa zone de rusticité est de 6b à 9b ; il supporte donc les hivers froids à -20°. Ce cultivar n'apprécie pas les climats trop doux et la chaleur.

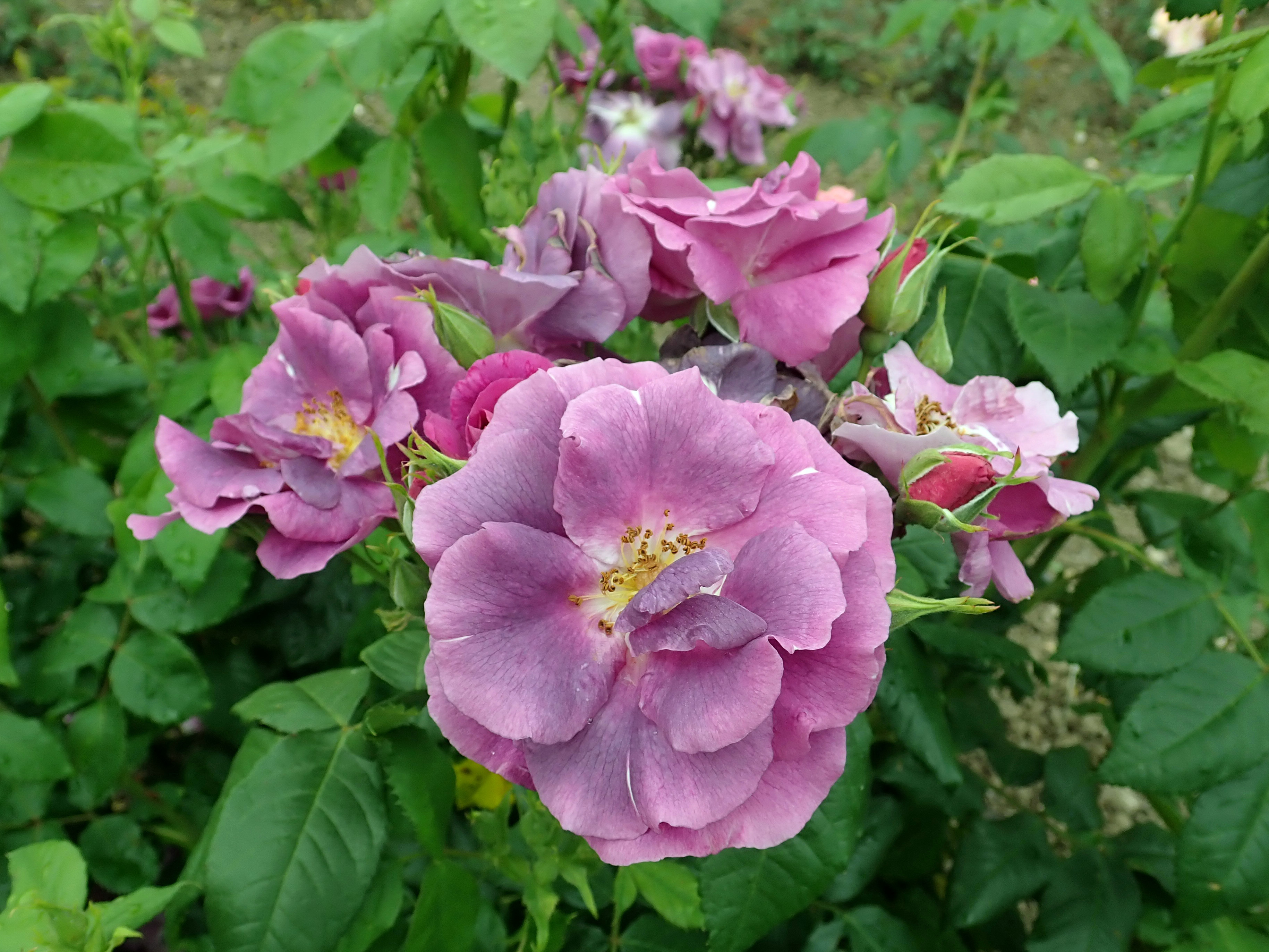
'Rhapsody in Blue' à l'Europa-Rosarium de Sangerhausen.
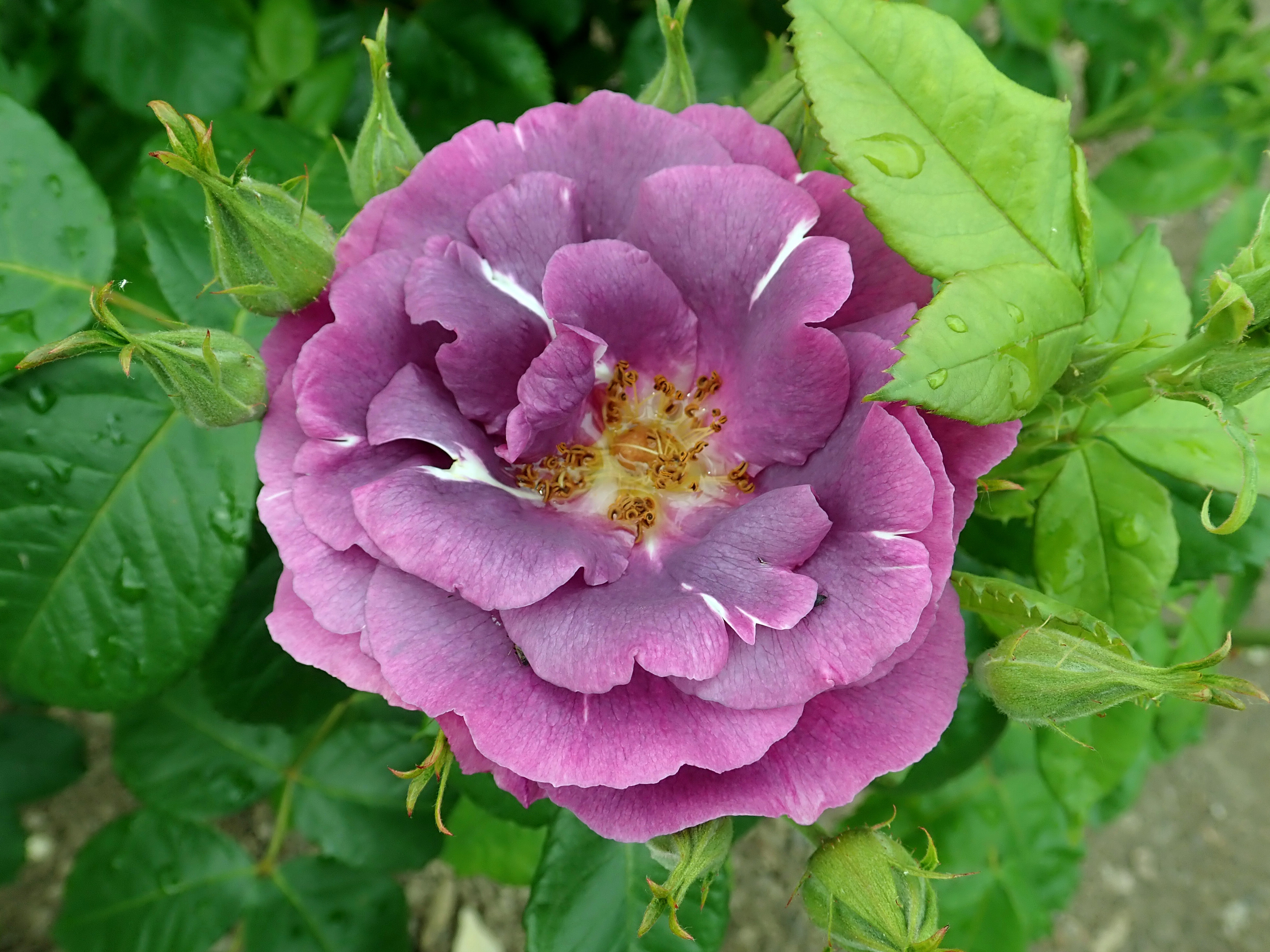
Rose 'Rhapsody in Blue'.
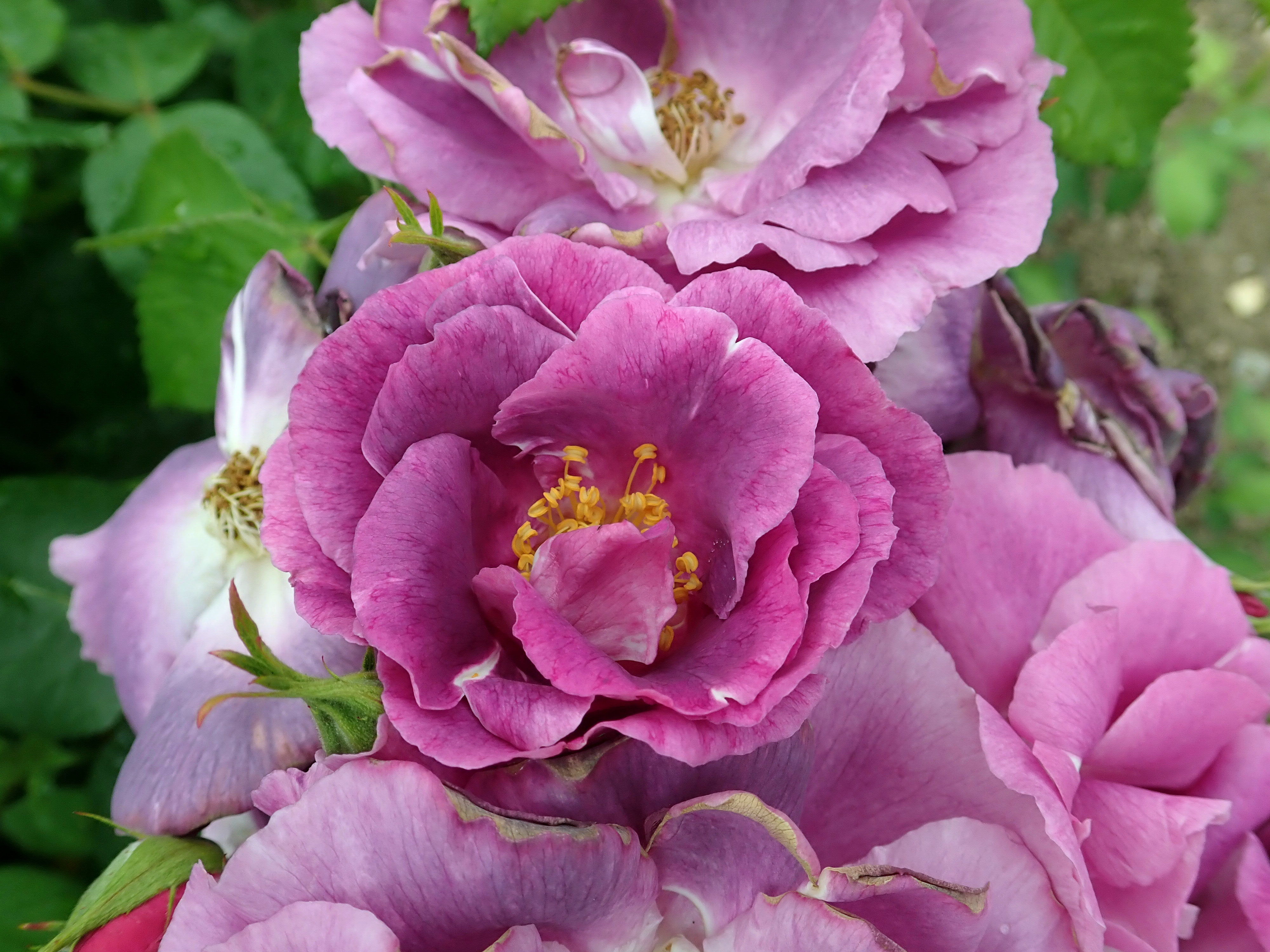
Roses 'Rhapsody in Blue' à Sangerhausen